# Monadnock Building

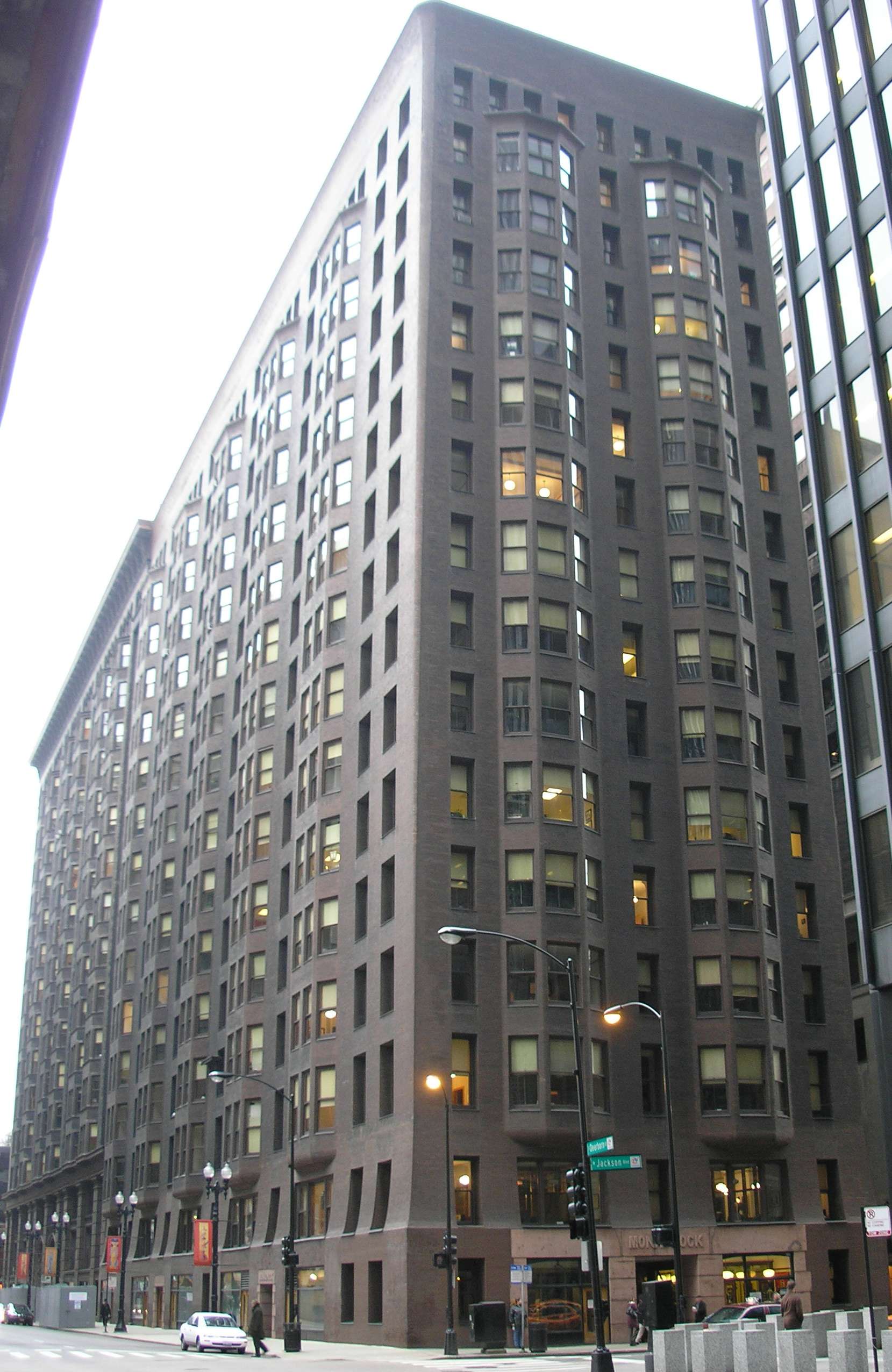
Monadnock Building

Das Monadnock Building ist ein Hochhaus in Chicago, das zur Chicagoer Schule gerechnet wird. Das 17 Stockwerke hohe Bürogebäude besteht aus zwei Teilen. Der nördliche Teil wurde 1889–91 von Burnham & Root errichtet, der südliche 1891–93 von Holabird & Roche. Mit 60 Metern Höhe ist es bis heute eines der höchsten Hochhäuser der Welt mit einem tragenden Mauerwerk.